# أليكساندرو ماتي
أليكساندرو ماتي هو لاعب كرة الماء روماني، ولد في 1980.

## وصلات خارجية
- أليكساندرو ماتي على موقع الاتحاد الدولي للسباحة (الإنجليزية)
- أليكساندرو ماتي على موقع أوليمبيديا (الإنجليزية)